# Tuiparakit
Tuiparakit (Brotogeris sanctithomae) är en fågel i familjen västpapegojor inom ordningen papegojfåglar.

## Utseende och läte
Tuiparakiten är en liten och kortstjärtad papegojfågel. Fjäderdräkten är grön med en gul fläck i pannan, ljust öga och persiokofärgad näbb. I flykten syns blåfärgade vingfjädrar. Arten liknar koboltvingad parakit, men urskiljs genom det ljusa ögat, det gula i pannan och något hårdare läten.

## Utbredning och systematik
Tuiparakit delas in i två underarter med följande utbredning:
- Brotogeris sanctithomae sanctithomae – förekommer i sydöstra Colombia genom Amazonområdet (Brasilien), sydöstra Peru och nordöstra Bolivia)
- Brotogeris sanctithomae takatsukasae – förekommer i det lägre Amazonområdet i norra och centrala Brasilien

## Levnadssätt
Tuiparakiten hittas i låglänta regnskogar. Den ses nästan alltid i par eller i grupper som i flykten är rätt ljudliga.

## Status och hot
Arten har ett stort utbredningsområde, men tros minska i antal, dock inte tillräckligt kraftigt för att den ska betraktas som hotad. Internationella naturvårdsunionen IUCN listar arten som livskraftig (LC).